# Bergsbykyrkan
Bergsbykyrkan är en kyrkobyggnad belägen i stadsdelen Bergsbyn i östra Skellefteå. Det är en samarbetskyrka mellan EFS-missionsförening i Bergsbyn och Sankt Olovs församling i Luleå stift.